# Constanza de Hungría

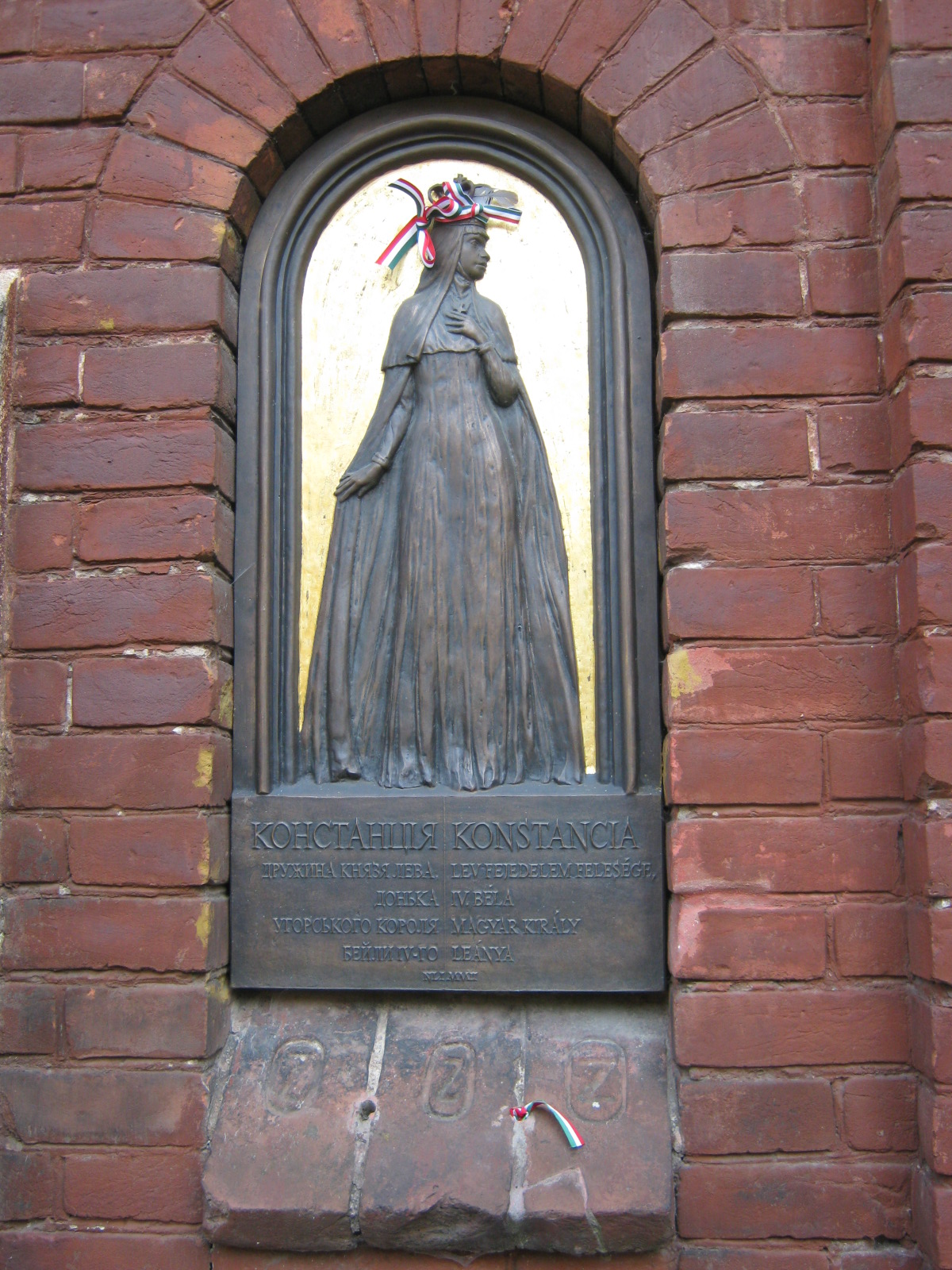

La beata Constanza de Hungría (en húngaro: Boldog Konstancia) (1237-1276) fue una princesa real húngara, duquesa consorte de Galitzia. 

## Biografía
Constanza fue hija del rey Bela IV de Hungría y de María Láscarina. Fue sobrina de santa Isabel de Hungría, la sexta hija del matrimonio de sus padres, y hermana de santa Margarita de Hungría, la beata Yolanda de Polonia y de la duquesa santa Cunegunda de Polonia. Después de la invasión de los tártaros a Hungría en 1241, el rey Bela IV se esforzó por fortalecer los contactos dinásticos con sus vecinos. Ante esto en 1252 entregó a Constanza como esposa al duque León I de Galitzia, de la familia de los Rúrikovich. Éste, en 1230, a petición de los tártaros hizo demoler todos los lugares amurallados. La difícil situación en la que se hallaba el duque de Galitzia causó solo penas a Constanza. Su esposo era violento y de naturaleza indomable, haciendo sufrir constantemente a la princesa real húngara. En 1266 quedó viuda y se retiró como monja a un convento en Sandra. Ahí murió el 8 de mayo de 1276. Su único hijo, Jorge continuó con las siguientes ramas de los Rúrikvich en Galitzia, la cual se disolvió con la rama de los Piast y posteriormente con la de los Habsburgo.
Constanza fue beatificada en 1674.